# Monk
Monk es una serie televisiva estadounidense creada por Andy Breckman y emitida entre 2002 y 2009 por la cadena USA Network. Su protagonista es Adrian Monk, interpretado por Tony Shalhoub, un exagente de la policía de San Francisco que ahora trabaja como asesor privado de la policía. Monk padece un trastorno obsesivo-compulsivo y un sinnúmero de fobias. 
La serie es de misterio, con situaciones cómicas y menos veces dramáticas; ganadora de varios Emmy. El último capítulo, "Mr. Monk and the End – Part II", fue visto por 9,4 millones de espectadores, de los cuales 3,2 millones pertenecieron a la franja demográfica de 18-49 años.

## Argumento
Adrian Monk padece un trastorno obsesivo-compulsivo (TOC) y muchísimas manías. Tiene un hermano, Ambrose, y un medio-hermano por parte de padre llamado Jack Junior.
Monk era un brillante detective de homicidios que trabajaba para el Departamento de Policía de San Francisco (California) hasta que su esposa Trudy falleció en un atentado con coche bomba en 1997, mientras iba a comprar medicina para Ambrose. El Sr. Monk sufrió una crisis nerviosa, se quedó catatónico y no quiso salir de casa durante los tres años siguientes.
Con la ayuda de la enfermera Sharona Fleming, el Sr. Monk pudo finalmente salir de casa, y empezó a ofrecer servicio de consultoría a la Policía en casos de especial dificultad. El capitán Leland Stottlemeyer y el teniente Randall Randy Disher suelen llamar al Sr. Monk cuando son incapaces de solucionar un caso. Stottlemeyer suele desesperarse a menudo por culpa de las manías del Sr. Monk, aunque respeta a su amigo y su peculiar manera de observar las pruebas y resolver los crímenes.
La atención obsesiva del Sr. Monk a diminutos detalles inapreciables para los demás le conduce a discrepar siempre de las teorías aparentemente más obvias, a encontrar patrones de conducta, hallar conexiones entre casos y personas, etc. Mientras ayuda en casos de crímenes, continúa investigando la muerte de su esposa, el único caso que no ha sido capaz de resolver aún.
A mitad de la tercera temporada, Sharona decidió volver a casarse con su exmarido, por lo que se tuvo que mudar a Nueva Jersey, dejando solo al Sr. Monk. Fue entonces cuando contrató a Natalie Teeger, viuda madre de una niña de doce años que tuvo muchos trabajos antes de convertirse en la nueva ayudante del Sr. Monk.
La edad de Adrian Monk se menciona cuando se pierde en el metro (en el primer capítulo de la tercera temporada) y Sharona solicita a un guardia que le ayude a buscarlo. El guardia, pensando que se trataba de un niño, le pregunta la edad y ella dice 45 años. De esta forma, se puede calcular que al inicio de la serie tenía 42 años, ya que en el capítulo 9 de la octava temporada Monk festeja su cumpleaños número 50. En el episodio «El Sr. Monk va al dentista» (marzo de 2006) dice que la única vez que había estado en el dentista fue con 12, y más tarde comenta que no había vuelto a un dentista desde hacía 35 años. Eso nos lleva a pensar que al final de la cuarta temporada tenía 47 años, lo que confirma la teoría.
En el episodio «El Sr. Monk y la reunión de clase» (agosto de 2006), el Sr. Monk asiste al XXV aniversario de su promoción universitaria. En «El Sr. Monk conoce a su padre» (noviembre de 2006), se cumplen 40 años desde que su padre los abandonó, y Adrian tenía ocho por entonces, lo que querría decir que ya tiene 48, aunque en el episodio de los 100 casos dice que llevaba 39 años sin verlo, lo que significa que redondeó el número. En ese mismo episodio tiene 49.
Prácticamente nunca se menciona que el Sr. Monk padezca TOC. Sólo en el capítulo 8 de la 1.ª temporada («Monk y la otra Mujer») Mónica le pregunta a Sharona si el Sr. Monk es germenofóbico y le dice que tiene las clásicas tendencias obsesivo—compulsivas, a lo que Sharona responde "Ah ya se dio cuenta". A veces, los personajes cambian de tema para evitar hablar de ello, o evitar un malentendido. Por ejemplo, en el episodio 9 («El Sr. Monk y el corredor de maratón») de la primera temporada, el Sr. Monk le da la mano a dos mujeres blancas y a un hombre negro, y entonces pide su toallita para limpiarse por temor a los microbios. Tanto el Sr. Monk como Sharona prefieren dejar pensar que fue por motivos racistas que comentar su trastorno. Natalie suele referirse a su jefe como «especial» o «quisquilloso» en vez de revelar la verdad sobre sus problemas.

## Personajes

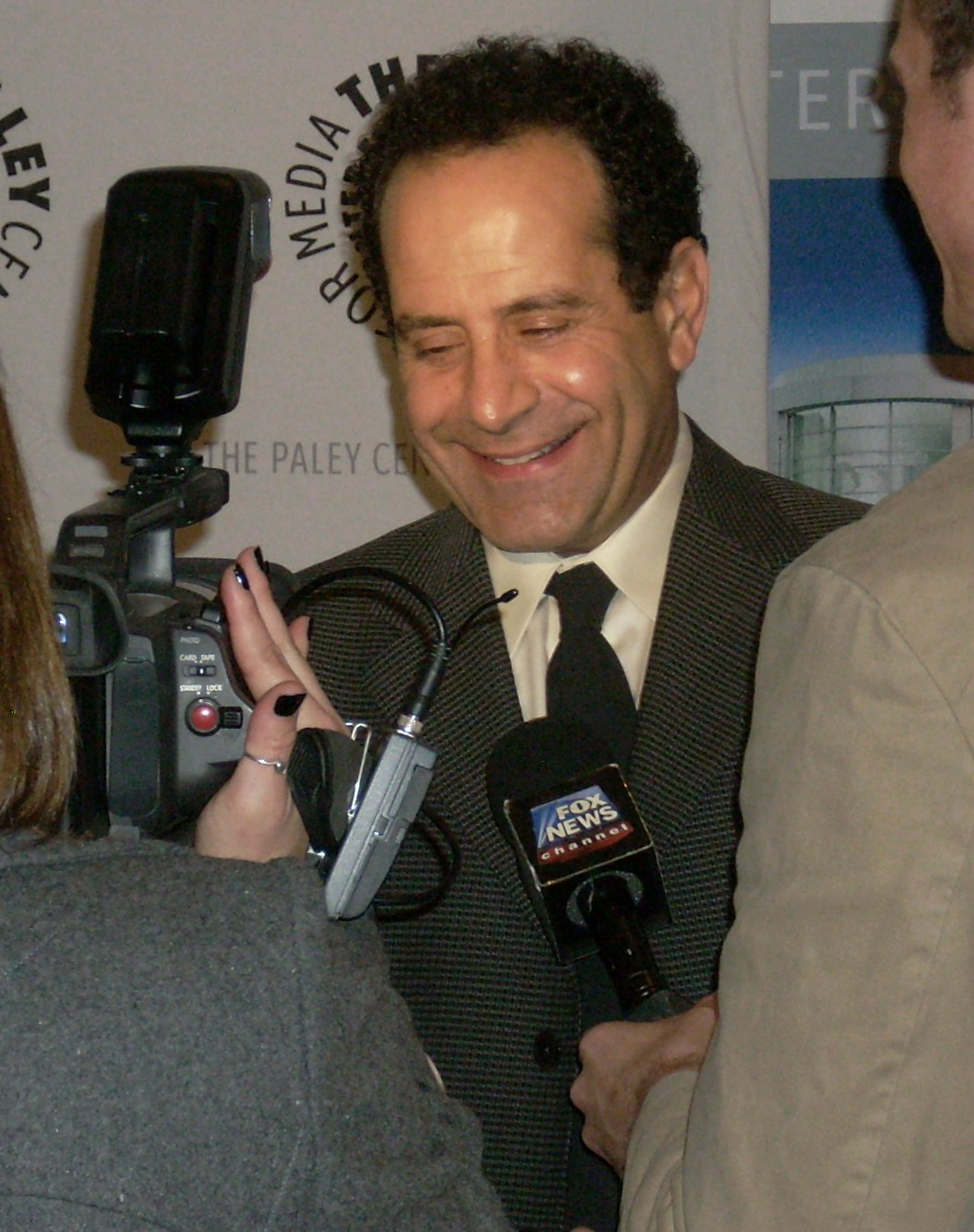
Tony Shalhoub, protagonista de la serie.

- Adrian Monk, interpretado por Tony Shalhoub, es un exdetective de Policía y ahora consultor privado para la Policía. Tiene varias habilidades: memoria eidética, detectar lo que esté fuera de lugar o sea inconsistente con un natural desarrollo de los acontecimientos. Viudo de Trudy. Tiene un hermano (Ambrose, crea manuales de usuario). Su padre los abandonó cuando él tenía 8 años.
- Capitán Leland Stottlemeyer, interpretado por Ted Levine, es el capitán de policía, trabaja en robos y homicidios. Antiguo compañero y gran amigo de Adrian. Se divorcia durante la cuarta temporada de Karen Stottlemeyer.
- Teniente Randy Disher, interpretado por Jason Gray-Stanford, es el teniente de policía y compañero de Stottlemeyer. Inicialmente se apellidaba Deacon. Algo torpe, suele sacar conclusiones extrañas y desubicadas, aficionado a la música (toca la guitarra y tuvo un grupo de rock).
- Natalie Teeger, interpretada por Traylor Howard, es la nueva ayudante del Sr. Monk desde la tercera temporada. Es generalmente condescendiente con Monk, y es su cable a tierra.
- Julie Teeger, interpretada por Emmy Clarke, protagoniza la serie desde la tercera temporada hasta la octava temporada, cuando finaliza la serie. Hija de Natalie, es estudiante, en la octava temporada se gradúa y se muda a estudiar Teatro.
- Dr. Neven Bell, interpretado por Héctor Elizondo, es el psiquiatra del Sr. Monk.

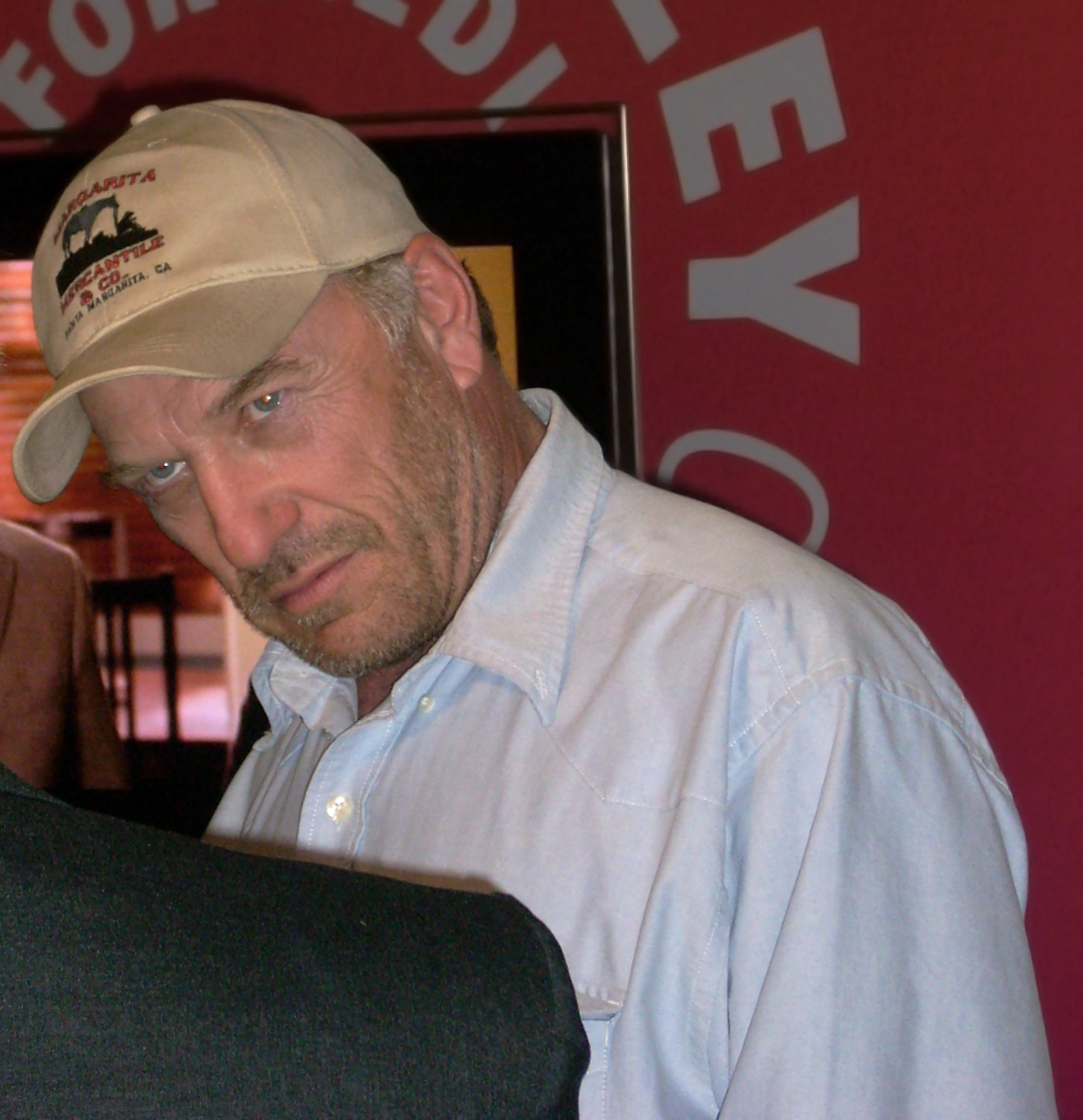
Ted Levine, intérprete del capitán Leland Stottlemeyer.

### Antiguos personajes
- Sharona Fleming (Bitty Schram), enfermera, quien estuvo cuando Monk estaba peor, después de la pérdida de su esposa. Hasta la mitad de la tercera temporada fue su asistente. Su modalidad era la de enfrentarlo (a veces agresivamente) a sus fobias. Vuelve por un único capítulo, el décimo de la octava temporada (para arreglar un tema legal referido a la muerte accidental de su tío).
- Benjamin Benjie Fleming, hijo de Sharona. Temporada 1 y 2.
- Dr. Charles Kroger (Stanley Kamel). Fallecido debido a un paro cardíaco.

### Personajes recurrentes
- Trudy Monk, esposa fallecida del Sr. Monk. Aparece en sueños, recuerdos y flashbacks. Se conocieron en la universidad, se dedicaba al periodismo. Se revela las causas de su muerte, y que tuvo una hija (actualmente Molly Evans, 25 años, crítica de cine) en el final de la serie.
- Karen Stottlemeyer, la esposa del capitán Leland Stottlemeyer, dedicada al yoga y productora/directora de cine. Tuvo dos hijos con Leland. Se divorcia durante la cuarta temporada.
- Harold J. Krenshaw, otro paciente del Dr. Kroger, con quien el Sr. Monk mantiene constantes disputas por sus manías compatibles. Terminan amigándose en el octavo capítulo de la octava temporada.
- Kevin Dorfman, el vecino nerd que vivía en el piso de arriba. Una vez le tocó la lotería. Es asesinado por un mago que trabajaba en el tráfico de drogas.

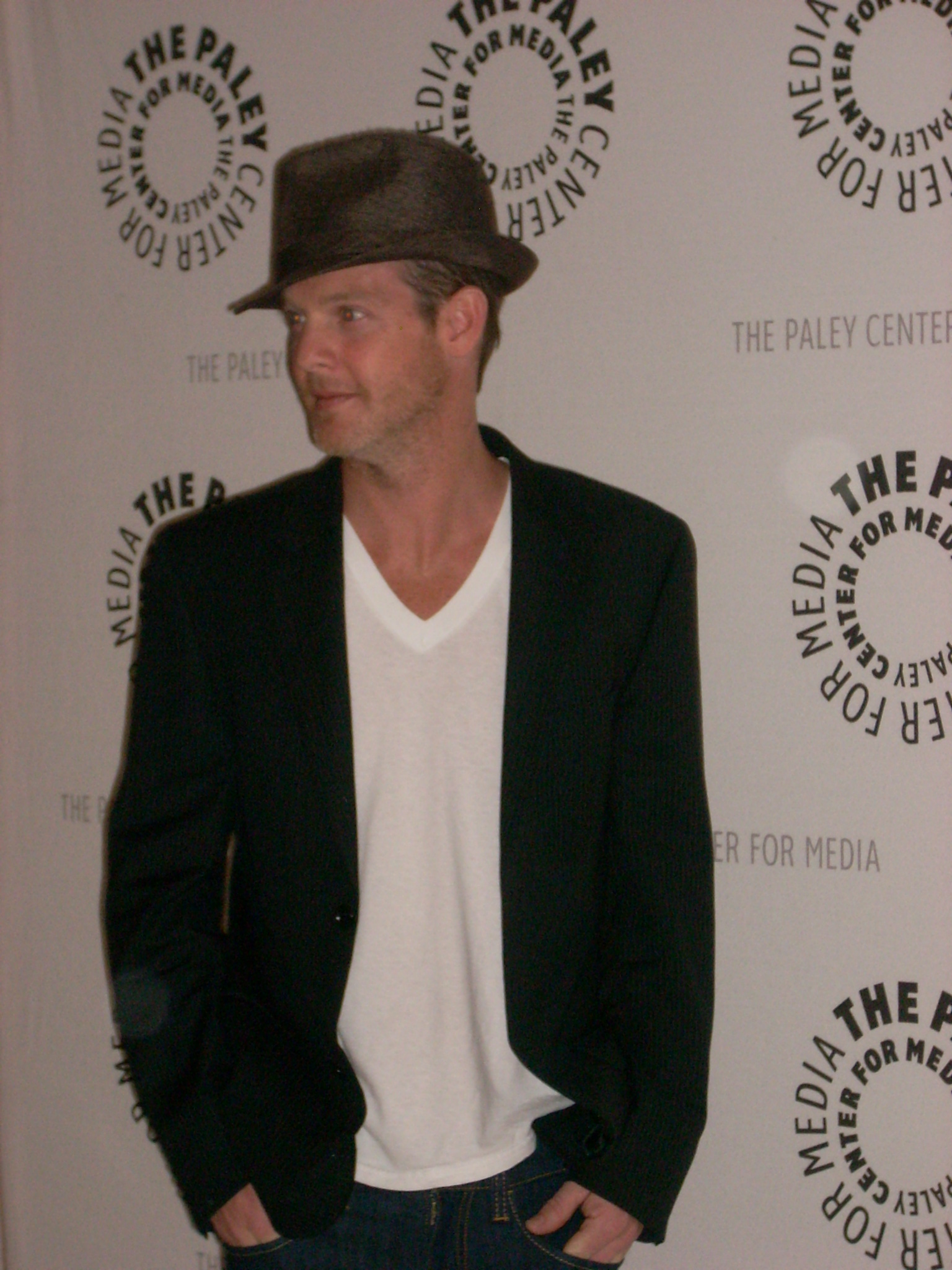
Jason Gray Stanford, como Randy Disher.

### Estrellas invitadas
- Ambrose Monk (John Turturro), es el hermano del Sr. Monk. Similar a Adrian, padece de muchas fobias (siendo la más destacable la agorafobia, razón por la que prácticamente nunca sale de casa). A la vez que también tiene habilidades extraordinarias de memoria. Se dedica a escribir manuales de usuario (se menciona cafetera, pistola).
- Dale la Ballena (Adam Arkin y Tim Curry), un tipo muy gordo que asesinó a una jueza de San Francisco, y a quien el Sr. Monk descubrió. En un capítulo lo solicita para que demuestre su inocencia en un incidente dentro de la cárcel y, a cambio, le daría información sobre la muerte de su esposa Trudy; más tarde intentó incriminar a Moli como culpable.
- David Ruskin (Stanley Tucci). Se presenta en la temporada 5 episodio 1 como un actor, valga la redundancia, que trata de aprender los gestos, fobias y trastornos de Monk pero no todo sale bien.

## Película
A finales de 2023, Peacock anunció la transmisión de la película Mr. Monk's Last Case: A Monk Movie a través de su plataforma de streaming.

## Controversias

### Tema musical
Durante la primera temporada, la serie tenía un tema musical de jazz compuesto por Jeff Beal e interpretado por Grant Geissman. Esta pieza obtuvo un Emmy en 2003 al Mejor Tema Musical. Al comenzar la segunda temporada, se cambió el tema de apertura por la canción «It's a Jungle Out There» (Hay una jungla ahí fuera) de Randy Newman. Mientras que muchos fans y críticos se sintieron decepcionados al ver que habían cambiado el tema musical, sin embargo, para otros el cambio fue para mejor. Newman también recibió un Emmy, en 2004 al Mejor Tema Musical por esta canción. En la temporada 2 de los capítulos 1 al 11 durante los créditos finales de escucha el nuevo tema en versión instrumental. Finalmente la música original se sigue oyendo en algunos capítulos en lo que se puede decir es el epílogo, solo a partir de la temporada 2 capítulo 12.
Este debate se introdujo como una broma dentro de la propia serie en el episodio titulado «El Sr. Monk y la estrella de televisión», en el que aparece un actor que interpreta a un detective de Homicidios en una serie de mucho éxito, y una gran cantidad de fanes se quejan de que hubieran cambiado el tema musical. Al final de dicho episodio, una joven fan de la serie le agradece al Sr. Monk haber resuelto el caso y le pide que, si alguna vez hacen una serie de televisión sobre él, no permita que nunca le cambien el tema musical.

## Monk en otros medios

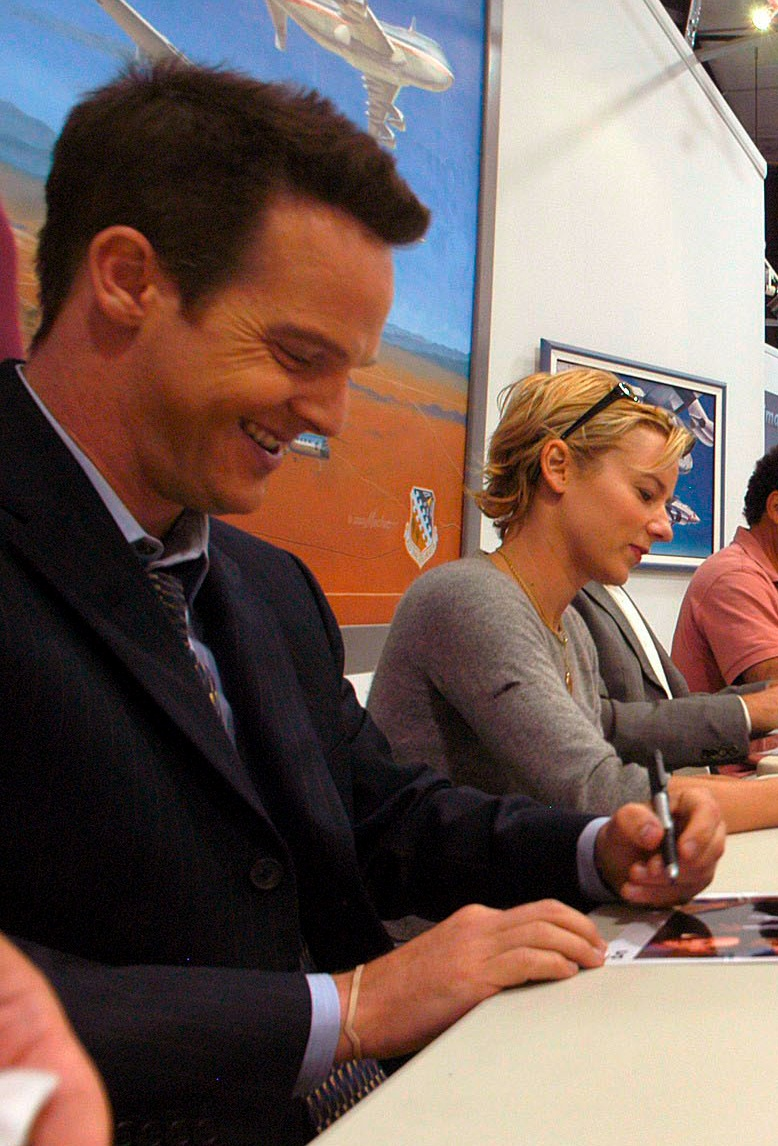
Jason Gray Stanford y Traylor Howard, firmando autógrafos.

En enero de 2006 el autor Lee Goldberg publicó la primera novela original de Monk «Mr. Monk Goes to the Firehouse» (ISBN 0-451-21729-2), que sirvió como antecedente para el episodio de la quinta temporada «Mr. Monk Can't See a Thing» en el que trabajó como coguionista. Desde entonces, ha escrito dos nuevas novelas originales, «Mr. Monk Goes to Hawaii» (ISBN 0-451-21900-7), publicada el 30 de junio de 2006, y «Mr. Monk and the Blue Flu» (ISBN 0-451-22013-7), publicada en enero de 2007.

## Premios y nominaciones

### Premios Emmy
- 2003 premio a la mejor interpretación como actor principal de comedia (Tony Shalhoub).
- 2003 premio al mejor tema musical (Jeff Beal).
- 2004 nominación a la mejor interpretación como actor principal de comedia (Tony Shalhoub).
- 2004 premio a la mejor interpretación como actor invitado de comedia (John Turturro en el papel de Ambrose Monk).
- 2004 premio al mejor tema musical (It's a Jungle Out There de Randy Newman).
- 2004 nominación al mejor reparto de comedia.
- 2005 nominación a la mejor dirección de comedia.
- 2005 premio a la mejor interpretación como actor principal en una serie comedia (Tony Shalhoub).
- 2006 premio a la mejor interpretación como actor principal en una serie comedia (Tony Shalhoub).
- 2006 nominación a la mejor interpretación como actriz invitada de comedia (Laurie Metcalf en el papel de Cora).

### Premios del Sindicato de Actores
- 2003 nominación a la mejor interpretación como actor principal en una serie comedia (Tony Shalhoub).
- 2004 premio a la mejor interpretación como actor principal en una serie comedia (Tony Shalhoub).
- 2005 premio a la mejor interpretación como actor principal en una serie comedia (Tony Shalhoub).

### Globos de Oro
- 2003 premio al mejor actor de una serie de televisión [musical o comedia] (Tony Shalhoub).
- 2004 nominación a la mejor serie de televisión [musical o comedia].
- 2004 nominación al mejor actor de una serie de televisión [musical o comedia] (Tony Shalhoub).
- 2004 nominación a la mejor actriz de una serie de televisión [musical o comedia] (Bitty Schram).
- 2005 nominación al mejor actor de una serie de televisión [musical o comedia] (Tony Shalhoub).

### Premios Edgar
- 2003 nominación al argumento de un episodio de televisión («El Sr. Monk se toma unas vacaciones», guion de Hy Conrad).
- 2004 nominación al argumento de un episodio de televisión («El Sr. Monk y el duodécimo hombre», guion de Michael Angeli).
- 2004 nominación al argumento de un episodio de televisión («El Sr. Monk y el hombre más viejo del mundo», guion de Daniel Dratch).
- 2005 nominación al argumento de un episodio de televisión («El Sr. Monk y la pastorcilla», guion de Hy Conrad).